# Max Schneckenburger
Max Schneckenburger, född den 17 februari 1819 i Thalheim, Württemberg, död den 3 maj 1849 i Burgdorf, kantonen Bern, var en lyrisk poet, författare av kejsardömet Tysklands nationalsång, bror till Matthias Schneckenburger.
Schneckenburger, som vid sin död var ägare av ett järngjuteri, utbildade sig för köpmansyrket, innehade därefter några år anställning vid ett apotek i Bern, och det var där han 1840 diktade sin allbekanta nationalhymn Die Wacht am Rhein. Ingivelsen därtill mottog han under intrycket av den antityska och krigiska stämning i Frankrike, som litterärt utlöste sig i bland annat Alfred de Mussets dikt "Nous l’avons eu votre Rhin allemand". Schneckenburgers sång blev aldrig under hans egen livstid bekant i vidare kretsar. Men efter hans död nådde "Die Wacht am Rhein" sin ryktbarhet, sedan den tonsatts av musikdirektören Carl Wilhelm och första gången sjungits 1854 vid firandet av dåvarande tronföljarens av Preussen (sedermera kejsar Vilhelm I:s) silverbröllop. Först vid den stora sångarförbundsfesten i Dresden 1865 slog den igenom, och under fransk-tyska kriget 1870–1871 fick den sin – under första världskriget ytterligare befästa – rang av tysk nationalsång. 
Originalhandskriften till dikten skänktes av författaren till en vän i Bern och förvaras nu i därvarande historiska museum. Skaldens stoft överfördes 1886 från Burgdorf till hans födelseort, där en minnesvård upprests. Åt hans änka och barn, liksom åt kompositören, beviljades statspension. Schneckenburger författade även ett antal andra lyriska dikter, samlade och utgivna av Karl von Gerok under titeln Deutsche Lieder (1870).